# فن الشعر (هوراس)

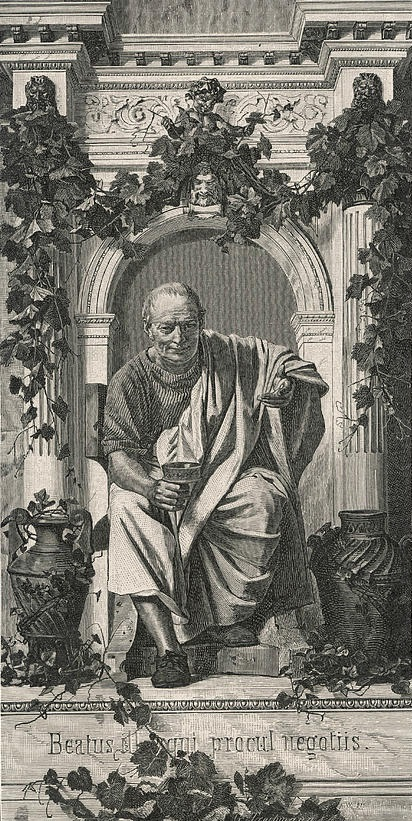
فن الشعر

فن الشعر (Ars Poetica) هي قصيدة كتبها هوراس في عام 19 ق.م،  ويقدم فيها نصائحه إلى الشعراء في فن كتابة الشعر والمسرح. وكان لها تأثير كبير في العصور اللاحقة على الأدب الأوروبي، ولا سيما على المسرح الفرنسي  وألهمت الشعراء والمؤلفين منذ كتابتها. وعلى الرغم من أنها كانت معروفة منذ العصور الوسطى، لكن استخدمت في مجال النقد الأدبي منذ عصر النهضة.

## خلفية
كُتبت القصيدة في الوزن السداسي «هيسكاميتر» كرسالة إلى لوسيوس كالبورنيوس بيزو (السناتور والقنصل الروماني) وابنيه، لذلك تسمى أحيانا «رسالة إلى عائلة بيزو». وسميت لأول مرة باسم «فن الشعر» في عام 95 ميلادية، من قبل الناقد الأدبي كينتيليان في معهده «أوراتوريا» ،  واشتهرت من ذلك الحين بهذا الاسم. وترجمت القصيدة عادة في شكل نثري.
كتبت تلك القصيدة/ الرسالة، في شكل محادثة مسهبة تتكون من 476 سطرا، تحتوي على ما يقرب من 30 قانونا للشعراء المبتدئين  لكن لا يمكن اعتبار «فن الشعر» مقالة نظرية للشعر، ولم يكن المقصود بها ذلك على الإطلاق. بل هي رسالة شعرية جذابة ومليئة بالحيوية، كتبت لمحبي الشعر.
ويعتبر هوراس فن الشعر «حرفة» على خلاف سابقيه الفلاسفة أمثال أرسطو وأفلاطون. ويعتبر الشاعر ذا مكانة رفيعة، على عكس أفلاطون، الذي قلل من قدر المحاكاة، في كتابه الجمهورية، حيث قام بنفي الشعراء من جمهوريته الفاضلة.